# Встречный пал

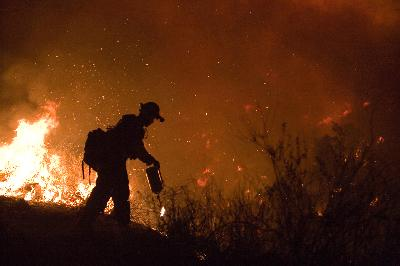
Пожарные Северной Калифорнии (США) используют встречный пал, чтобы остановить продвижение пожара на запад, 2009 год

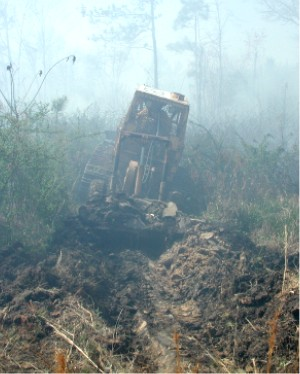
Прокладка минерализованной полосы

Встре́чный пал (встре́чный огонь, о́тжиг) — способ тушения лесных:16 и степных:19 пожаров, при котором пущенный навстречу огонь сжигает горючие материалы на пути основной стены огня. При этом способе тушения перед надвигающимся фронтом пожара выжигают лесную подстилку или участок степи. Это увеличивает ширину препятствия, через которое мог бы произойти переброс огня или искр от основного пожара. Способ является наиболее эффективным при локализации и тушении верховых и низовых лесных пожаров высокой и средней силы.:16:184

## Опорные полосы
В качестве препятствия для распространения огня при встречном пале используют опорные полосы — либо естественные рубежи (реки, дороги), либо специально созданные преграды.:16:182
Искусственно созданные опорные полосы шириной 0,3—0,5 м могут быть проложены в 1 или 2 ряда, при необходимости — в несколько слоёв.:16
Создание преграды в нужном направлении может производиться увлажнением подстилки или использованием пены.:291
Для создания полос применяют специальное оборудование: плуги на тракторной или конной тяге, грунтомёты, полосопрокладыватели, бульдозеры, агрегаты с навесными орудиями для обработки почвы, канавокопатели. Полосы могут прокладываться расчисткой граблями, лопатами или мотыгами. Для создания полос возможно использование взрывов.:15
Опорная полоса должна упираться своими концами в естественные препятствия, не допускающие продвижения огня, либо быть замкнутой. Необходимо убрать весь подрост и подлесок, а также валежник ближе 5 метров в сторону пожара.:16
Искусственные минерализованные полосы могут быть созданы заранее в порядке противопожарной профилактики.:16

## Производство отжига

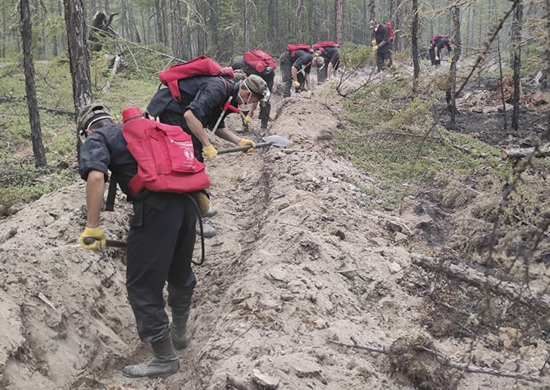
Военнослужащие ВВО вручную прокладывают минерализованную полосу. Якутия, август 2021 года

Согласно инструкции Министерства обороны СССР (1977 г.), ширина выжженой полосы должна составлять 3-кратную глубину кромки низового пожара (10—100 м, в зависимости от силы ветра),:185 и не менее 100—200 метров перед фронтом верхового пожара.:16
Скорость распространения встречного пала в дневное время в 3—20 раз меньше скорости распространения пожара.:185
Для производства отжига используют две группы личного состава, которые расходятся в две стороны от центра опорной полосы и производят зажигание на участках 20—30 метров, дожидаясь, когда огонь отойдёт на 2—3 метра. Для ускорения встречного пала выполняют зажигание перпендикулярно опорной полосе («гребёнкой»), глубина «зубцов» которой не должна превышать 3—4 метра.:17
Во избежание возгораний по другую сторону опорной полосы, расставляют посты для наблюдения и производят окарауливание пожарищ.:18
Для локализации степных пожаров пуск встречного огня производят одновременно по всей длине опорной полосы с интервалом 70—100 метров.:19
Пожар создаёт конвекционную тягу воздуха в своём направлении, что усиливает тенденцию встречного пала к движению в сторону пожара и уменьшает вероятность переброса палового огня через опорную полосу. В случае верховых пожаров, данная особенность позволяет применять сброс термита с вертолётов вокруг пожара для организации встречного пала без предварительной подготовки опорной полосы.

## Оборудование
Для зажигания встречного огня используют либо специальные аппараты (например, ранцевый фитильно-капельный аппарат серии АЗ с объёмом горючей смеси 4 литра и продолжительностью работы — до 1 часа),:299 либо факелы из подручных средств: берёсты, ветоши с пропиткой горючим и т. п.:185
Для раздувания пламени при отжиге могут использоваться воздуходувки (например, ВЛП-20, ВЛП-2,5).:291

## Меры безопасности
Использование встречного пала предполагает наличие руководства со стороны опытного специалиста лесного хозяйства.:16
Командир должен убедиться, что между опорной полосой и основным пожаром нет людей. В тылу отжига должно вестись наблюдение и оперативное тушение источников огня (например, горящих искр или ветвей), которые могут перелетать через опорную полосу.:17

## Цитаты
Две стены пламени сшиблись, как два огромных бешеных зверя, тесно сливаясь, расшвыривая мириады искр. Казалось, вот-вот огонь двинется дальше, и от него уже никому не спастись. И вдруг Леонтьев вскрикнул от неожиданности. Огонь, как подрезанный, упал на землю и только низкими языками перебегал, затихая, вдоль вала. Люди кинулись к просеке и начали засыпать песком вялое пламя. Через несколько минут огня уже не было. Только едкий дым быстро струился к небу и застилал свет месяца. Всё было кончено.
— К. Г. Паустовский: Повесть о лесах. Встречный огонь (1948)

По мере приближения огня к охранной полосе, появляется и постепенно возрастает тяга воздуха от неё к пожару, и когда эта тяга будет уже настолько сильна, что кусочек тоненькой бумаги или сухой древесный лист, брошенные вверх уносятся течением воздуха к пожарищу, то этой минутой и пользуются для пускания встречного огня посредством зажигания вала на охранной полосе. Появившееся там пламя направляется тягой к пожару и, истребляя по пути всё удобовоспламеняемое, а главное удаляя из стремящегося туда воздуха кислород и наполняя его, взамен того, углекислотой, при встрече с пожаром ослабляет его силу и останавливает дальнейшее распространение огня.
— Большой энциклопедический словарь Брокгауза и Ефрона Встречный огонь.

Когда мы пускаем встречный пал, жители удивляются, зачем вы жжёте. Но наша главная задача — убрать горючий материал перед фронтом большого огня, тогда мы уже пожар, естественно, остановим.
— начальник ФГУ «Авиалесоохрана» Н. А. Ковалёв, 10 августа 2010 г.

## Изображения

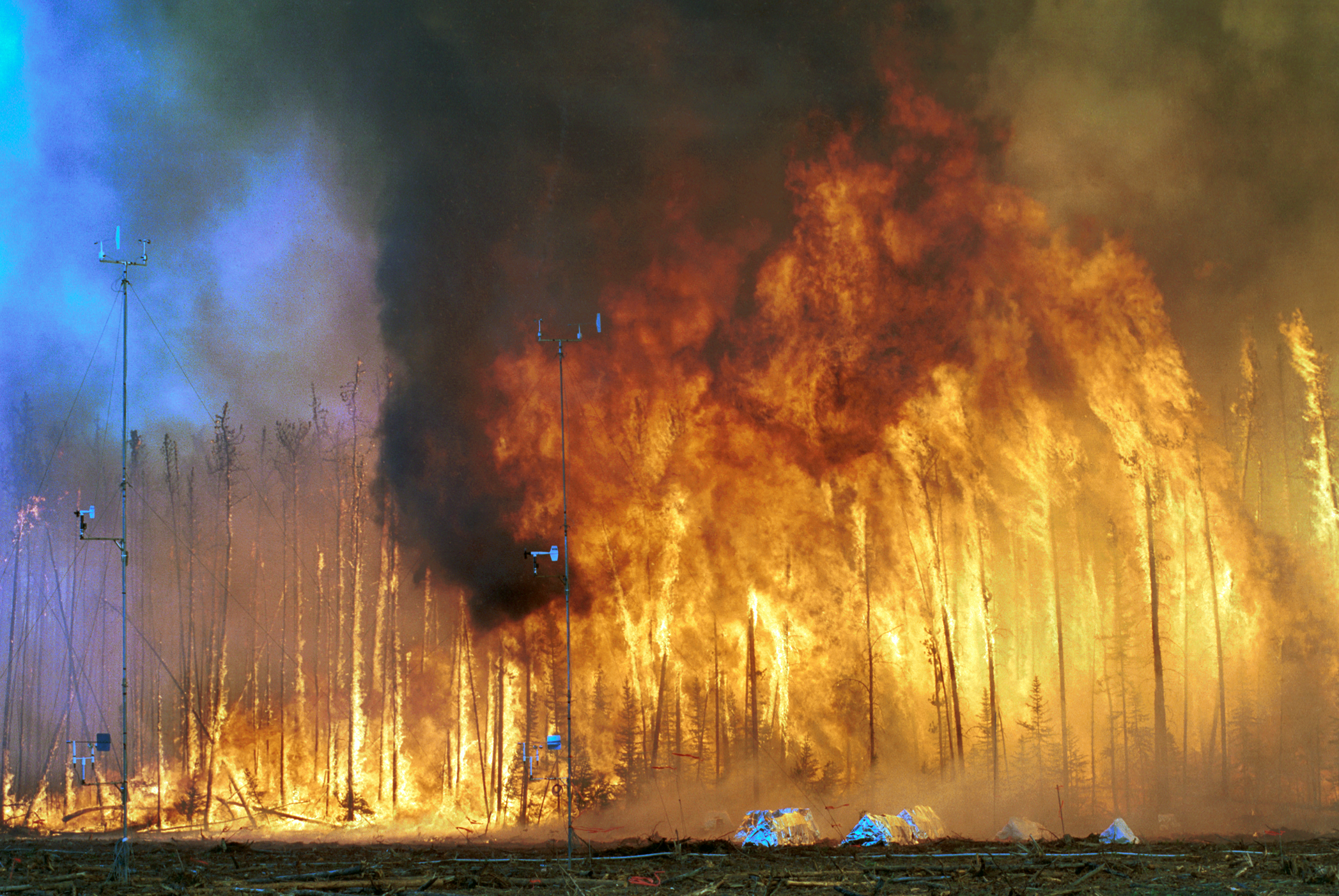
Экспериментальный пожар в Канаде — на переднем плане измерительное оборудование
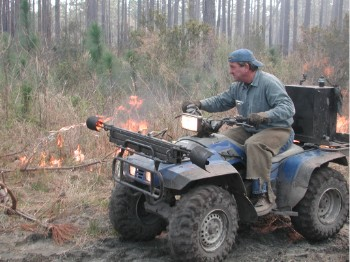
Поджигание леса в Южной Каролине при помощи специального воспламенителя, установленного на вездеходе
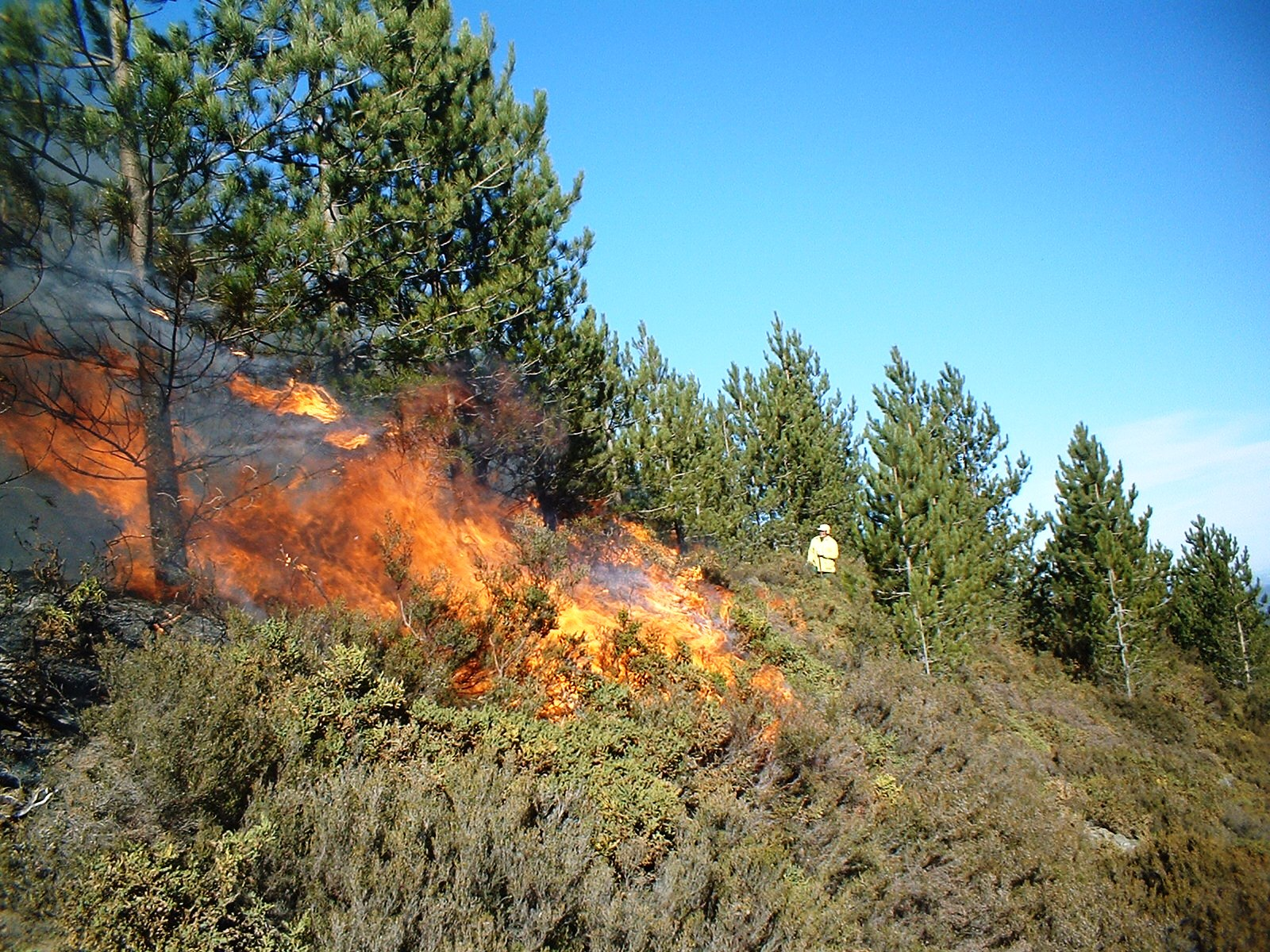
Контролируемое зажигание чёрной сосны в Португалии